# Bijela legija
Bijela legija (gru. თეთრი ლეგიონი) je naziv za gerilsku skupinu sastavljenu uglavnom od etničkih Gruzijaca koji su ostali u pokrajini Abhaziji poslije poraza i povlačenja regularnih gruzijskih oružanih snaga nakon rata u Abhaziji (1992. - 1993.).
Legija je osnovana 1997. godine sa Zurabom Samushijom kao vrhovnim zapovjednikom. Nastavila je ratovati s manjim intenzitetom, zajedno s drugom gerilskom skupinom nazvanom Šumsko bratstvo. Najviše su djelovali na području okruga Gali u Abhaziji te su zajedno sudjelovali u šestodnevnom drugom ratu u Abhaziji 1998. godine.
Osim klasičnog ratovanja, Bijela legija je koristila i terorističke metode poput postavljanja eksploziva u putničke vlakove te pokraj zračnih luka i benzinskih postaja. Tu su i otmice abhaških policajaca kako bi se razmijenili za zarobljene gruzijske gerilce.
Gerila je prestala djelovati u veljači 2004. godine kada ih je gruzijska Vlada dala razoružati i raspustiti. Bivši vođa Samushia je godinu dana poslije rekao da će Bijela legija ponovo početi djelovati s ciljem zaštite južne Abhazije te protjerivanja mirovnih snaga s tog područja. Službeni Tbilisi je tada demantirao napise da će podržati tu inicijativu te da Vlada stoji iza toga. Sam Zurab Samushia je 13. ožujka 2008. opet govorio o potencijalnom Legijinom djelovanju ako Rusija ne smanji veze s Abhazijom.